# Callipappus westwoodii
Callipappus westwoodii är en insektsart som beskrevs av Guérin-Méneville 1841. Callipappus westwoodii ingår i släktet Callipappus och familjen pärlsköldlöss. Inga underarter finns listade i Catalogue of Life.